# Стівен Моулам
Стівен Моулам (англ. Stephen Mowlam, 22 грудня 1976) — австралійський хокеїст на траві.
Олімпійський чемпіон 2004 року.
Переможець Ігор Співдружності 2006 року.
Срібний призер Чемпіонату світу 2006 року.
Переможець Трофею чемпіонів 2005 року.